# Gonia gutrata
Gonia gutrata är en tvåvingeart som beskrevs av Walker 1871. Gonia gutrata ingår i släktet Gonia och familjen parasitflugor.
Artens utbredningsområde är Libya. Inga underarter finns listade i Catalogue of Life.